# Hans Rudi Erdt

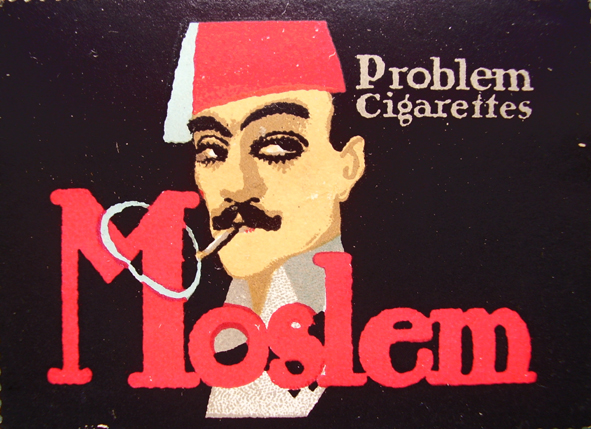
Hans Rudi Erdt, circa 1908, reclamă a fabricii de țigări berlineze Problem oHG.

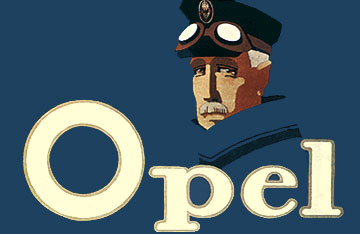
Hans Rudi Erdt, reclamă pentru automobilele Opel, 1911.

Hans Rudi Erdt (* 1883 - † 1925) a fost un grafician și artist plastic german asociat cu estetica și realizările din domeniul afișelor, respectiv cu mișcarea artistică cunoscută ca Plakatstil din Berlin, Germania din jurul anilor 1890 - 1910. 
Plakatstil a fost o mișcare artistică contemporană, uneori propulsată de aceiași artiști, dar diferită de sofisticata Art Nouveau, al cărei referire comună în spațiul limbii germane este cea de Sezessionsstil. 

### Galerie de imagini

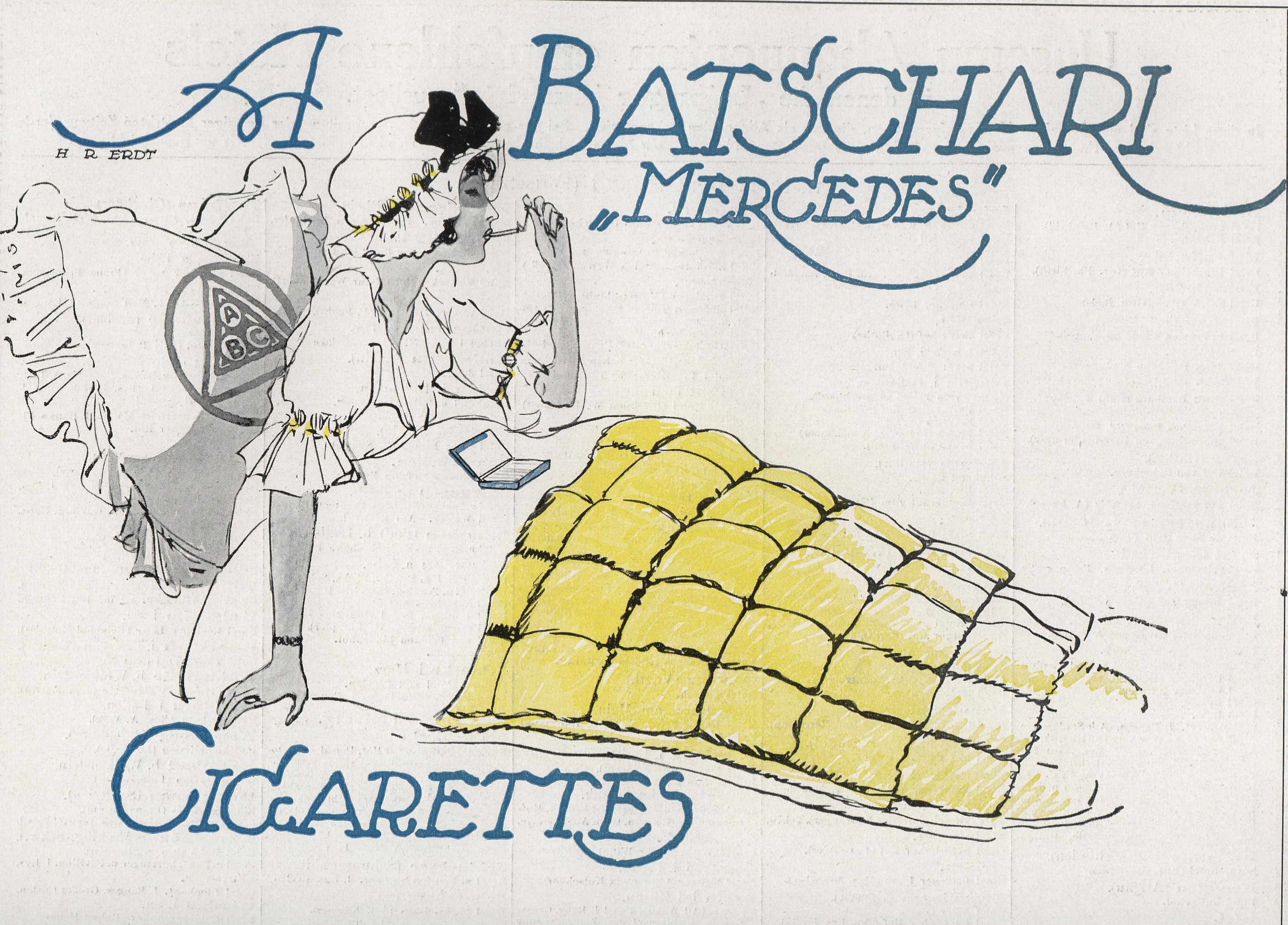
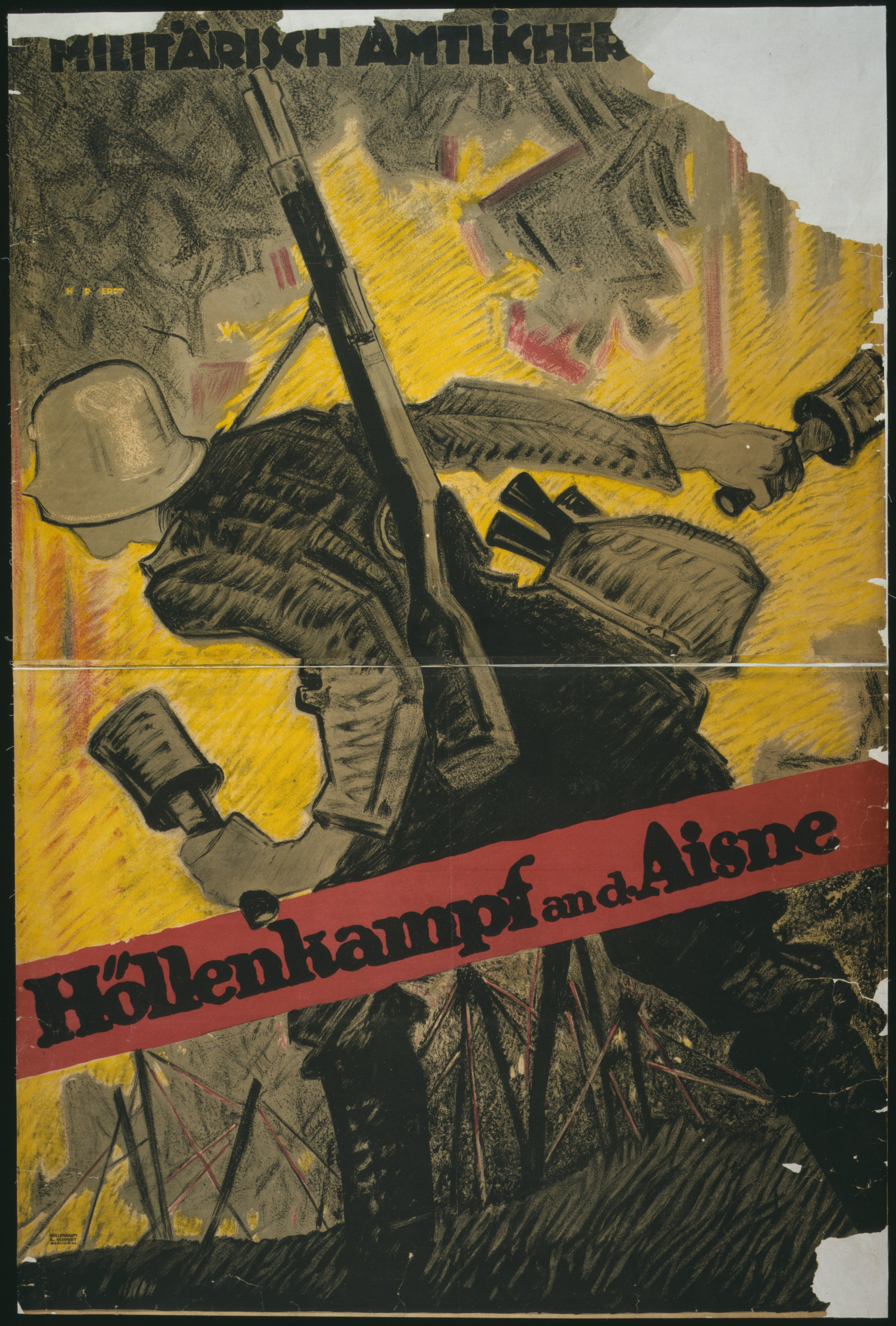
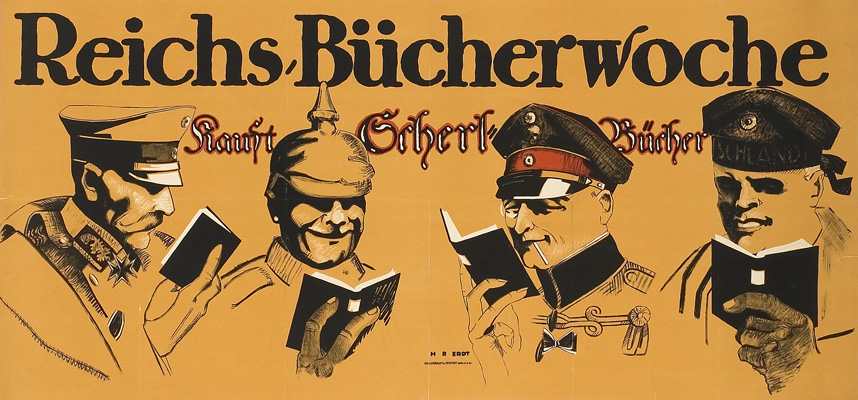
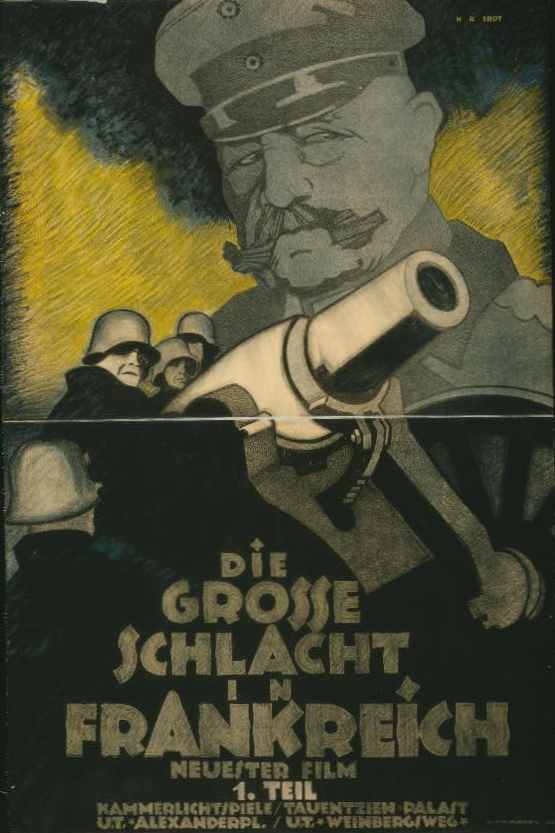